# Guerdy J. Préval
Guerdy Jacques Préval (Porto Príncipe, março de 1950) é um pintor haitiano-canadense. Vive atualmente em Montreal.

## Biografia
Guerdy Jacques Préval nasceu em Porto Príncipe, capital do Haiti, em 1950. Ainda bastante jovem, realizou cursos de cerâmica e pintura no Atelier Poto-Mitan, sob orientação dos artistas plásticos Tiga e Dorcély. Prosseguiu seus estudos no Athénée Studio Art, inspirando-se no trabalho de jovens como Emmanuel Pierre-Charles e Valentin Iviquel, artistas que se tornarão, em breve, seus amigos.
Em 1972, o artista emigra para Montreal. Em paralelo a suas atividades de artista, obtém um diploma de Bacharelado em Artes e um Mestrado em Estudos da Arte na Universidade do Quebec em Montreal UQAM. Em 2001, participa como convidado-expositor da 49ª edição da Bienal de Veneza.

## Obra
A pintura de Guerdy J. Préval, nas palavras do historiador de arte Carlo A. Célius, “manifesta […] uma paixão pelas belas formas, pelas cores luminosas, um virtuosismo do desenho e uma habilidade nos jogos de construção espacial que nunca deságuam, entretanto, em puro formalismo.”
Com efeito, observa-se, na pintura de Préval, uma permanente tensão entre o figurativo e o abstrato, aspecto determinado por um único objetivo: a ruptura com um certo classicismo. Encontram-se aí, na mesma proporção, momentos agitados e zonas surdas ou silenciosas. Tais momentos ora buscam abarcar os princípios de força e de fragilidade humanas, ora evocam a História mais imediata, precisamente a do país natal. Os ecos de uma terra exsangue – Haiti – participam intensamente da estética de Préval.
Contudo, Préval permanece “um pintor do corpo”. “É a partir do corpo, ainda conforme Carlo A. Célius, que se revelam duas características essenciais de seu trabalho: o erotismo e o onirismo – o primeiro como agenciamento das formas, o segundo como agenciamento do espaço. O corpo, feminino no mais das vezes, erotizado em sua postura e formas, por meio dos símbolos associados e situações sugeridas, surge, age, move-se em um espaço onírico…”
Em exposições individuais e coletivas, Préval teve a honra de apresentar suas obras em vários continentes, notadamente em Hong Kong, Paris, Veneza, Roma, Montréal, Toronto, New York, Miami, Boston, Santo Domingo, Porto Príncipe e Lagos. Suas obras figuram em várias publicações em Artes, notadamente Le Guide Vallée, o guia das artes visuais canadenses.
Por outro lado, Guerdy Jacques Préval prossegue em suas pesquisas sobre as expressões culturais populares haitianas, que ele publica regularmente sob forma de livros e artigos.
O artista, que ainda vive em Montréal após algumas tentativas de retorno ao país natal, foi agraciado com diversos prêmios, assim como bolsas de fomento à criação, outorgados nas esferas provincial e federal do governo canadense.

## Premiações
- 2001  Expõe sua obra na 49ª Bienal de Arte Contemporânea de Veneza.
- 1980  Único artista contemporâneo a expor sua obra na Place Royale, Quebec, Canadá.
- 1976  Segundo Prêmio no Concurso "Gouverneurs de la Rosée", Porto Príncipe, Haiti.

## Exposiçoes

### Algumas exposições individuais
- 2003  "Entretien", Galerie Entre-Cadre (Montréal, Canada)
- 1995  "Peinture en extase", Galerie Entre-Cadre (Montréal, Canada
- 1994  "Souvenirs ankylosés", Galerie Entre-Cadre (Montréal, Canada)
- 1990  "Nuances", Institut Français d’Haïti (Porto Príncipe, Haïti)
- 1985  La Ataranza (Santo Domingo, República Dominicana)
- 1980  Place Royale, Québec, Canada
- 1980  "Haiti-Diaspora", Universidade do Quebec em Montreal (Montréal, Canada)
- 1979  Complexe Desjardins (Montréal, Canada)
- 1974  Mont-Tremblant (Québec, Canada)
- 1972  Athénée Studio Art (Porto Príncipe, Haïti)
- 1969  Académie des Beaux-Arts (Porto Príncipe, Haïti)

### Algumas exposições coletivas
- 2005  Art Off the Main, Puck Building (New York, Estados Unidos da América)
- 2004  Art Off the Main, Puck Building (New York, Estados Unidos da América)
- 2004  Bank Street College of Education (New York, Estados Unidos da América)
- 2001  49ª Bienal de Arte Contemporânea de Veneza (Veneza, Italia)
- 2001  "Les peintres du vodou", Institut Italo-Latino-Américain (Roma, Italia)
- 2000  Bergeron Gallery (Ottawa, Canada)
- 1999  Gallerie Carmel (Ottawa, Canada)
- 1989  "Festival Gallery" (Porto Príncipe, Haïti)
- 1987  "Art Contemporain au Grand Palais" (Paris, France)
- 1986  UNESCO (New York, Estados Unidos da América)
- 1983  International Festival of Arts (Montréal, Canada)
- 1977  Lee Garden (Hong Kong, Chine)
- 1976  Nations Unies (New York, États-Unis d'Amérique)
- 1976  Concours "Gouverneurs de la Rosée", Galerie Nader (Porto Príncipe, Haïti)
- 1975  Columbia University’s "New York World Fair" (New York, Estados Unidos da América)
- 1969  Académie des Beaux-Arts (Porto Príncipe, Haïti)

## Publicações
- Proverbes haïtiens illustrés, National Museums of Canada, Ottawa, 1985.
- Gérard Dupervil ou La Voix d'une génération, Ilan-Ilan éditeur, Sherbrooke, 1995.
- La Musique populaire haïtienne de l'ère coloniale à nos jours, éditions Histoires Nouvelles, Montréal, 2003.
- Histoire d'Haïti : la nôtre, éditions Histoires Nouvelles, Montréal, 2008.
- Histoire de la culture haïtienne, éditions Histoires Nouvelles, Montréal, 2012.
- Dialogue avec l'Histoire. Tome I. Pour mieux connaître le vrai visage de l'occupation américaine, de 1915 à nos jours, éditions Histoires Nouvelles, Montréal, 2017.
- Dialogue avec l'Histoire. Tome II. De la Croix du débarquement de Christophe Colomb et le pourquoi du débarquement des Marines américains, éditions Histoires Nouvelles, Montréal, 2017.
- D'un royaume à l'autre : le roi Coupé Cloué et ses héroïnes, éditions Histoires Nouvelles, Montréal, 2018.

## Referência do artigo
- Bloncourt, Gérald; Nadal-Gardère, Marie-José. La Peinture haïtienne/Haitian Arts, Paris, Edições Nathan, 1986.
- Lerebours, Michel-Philippe. Haïti et ses peintres de 1804 à 1980 : Souffrances et espoirs d'un peuple, Porto Príncipe, Imprimeur II, 1989.
- Guide Vallée : Biographies et cotes de 1000 artistes, édition II, Montreal, Félix Vallée Edições, 1989.
- Guide Vallée : Biographies et cotes de 1570 artistes, édition III, Montreal, Félix Vallée Edições, 1993.